# 小沼綺音
小沼綺音（日语：／ Konuma Ayane，2000年3月18日—）是一位日本女藝人，键盘手 , 东京电视台的节目｢青年时期高中3年C班 （页面存档备份，存于）｣铸 。小姐iD （页面存档备份，存于）正以｢卡隆纳尔（カロナール） （页面存档备份，存于）｣的名义工作。東京都出身，所屬經紀公司為TWIN PLANET ENTERTAINMENT。

## 經歷
从2018年5月21日起，他作为申请者出现在秋元康和东京电视台的综艺节目｢青年时期高中3年C班（青春高校3年C組）｣中，并获得通过。从第二周的5月28日开始以学生身份出现。出席人数是16。6月25日，她加入了学校的轻音乐乐队｢Hey!School｣，担任键盘演奏员。次年，它改组为｢大地之声（地球の音）｣。
2019年7月29日，作为模特出现在新木场STUDIO COAST举办的｢TGC（東京女孩展演）teen 2019 Summer｣中。8月16日，她担任主席的表演不胜枚举，记录了演播室表演史上最大的40位观众（东京电视台）。11月23日，在讲谈社的赞助下，她以｢卡隆纳尔（カロナール）｣的名字在iD2020小姐 （页面存档备份，存于）中获得了东京黑洞奖。
2020年1月22日，他们以青年时期高中3年C班女子偶像俱乐部的联名歌曲｢我对你一无所知（君のことをまだ何にも知らない）｣首次发行CD。唱片公司是環球音樂 (日本)，标签是它的EMI Records，参加歌曲是青年时期高中3年C班｢Never ending time （页面存档备份，存于）｣和大地之声｢如果你喜欢是的！是的！是的！ （页面存档备份，存于）（好きならYeah!Yeah!Yeah!）｣。Oricon在每周单身排名中，它是排名最高的第七名。

## 人物
没有兄弟姐妹。住在神户市，直到六年级。
因为她被误认为是小学生，所以她称自己为｢正当的洛丽塔｣。
申请｢青年时期高中3年C班｣是因为母亲的推荐，但是她说，招待各种各样的人会很不错。
最喜欢的歌手是｢Oisicle Melonpan（おいしくるメロンパン）｣，｢Polkadot Stingray（ポルカドット・スティングレイ）｣，｢ FREDERIC（フレデリック）｣。 最喜欢的书是重松清的｢在那一天之前｣。
她想透露自己生活在地狱中。我有时会在午夜给同学们发送烦人的LINE。
在该程序的口形同步部分中，她与该程序的同义词黑田照郎配对，并计划要求和解。之后，这两人在｢我想成为恋人的大奖｣中为观众投票他赢得了第一名，并表现出了良好的友谊，例如认真的约会项目。
她取笑了扮演老师的喜剧演员飯塚悟志 （页面存档备份，存于），她向她展示了一些进取的个性。它也被称为非常黑暗的性格，因为它不想与便利店的店员尽可能多地交谈，因此它表明以最小的必要声音来订购关东煮。
小姐iD的法官，东京电视台的制片人佐久間宜行将她形容为｢很难处理但很有趣｣、SPOTTED PRODUCTIONS「我想从远处看」、吉田豪｢法官还可以颁发特别奖｣。

## 音樂作品

### 單曲CD
|             | 发行日期      | 單曲名稱                        | Oricon 週榜最高名次 | 參與歌曲名稱                                                                     | 發售形態    | 產品編號    | 版本         |
| EMI Records | EMI Records   | EMI Records                     | EMI Records         | EMI Records                                                                      | EMI Records | EMI Records | EMI Records  |
| ----------- | ------------- | ------------------------------- | ------------------- | -------------------------------------------------------------------------------- | ----------- | ----------- | ------------ |
| 1           | 2020年1月22日 | 我对你一无所知 (女子偶像俱乐部) | 第7位               | Never ending time（青年时期高中3年C班）                                          | CD+DVD      | UPCH-80527  | 通常盤Type A |
| 1           | 2020年1月22日 | 我对你一无所知 (女子偶像俱乐部) | 第7位               | Never ending time（青年时期高中3年C班）                                          | CD+DVD      | UPCH-80528  | 通常盤Type B |
| 1           | 2020年1月22日 | 我对你一无所知 (女子偶像俱乐部) | 第7位               | Never ending time（青年时期高中3年C班）                                          | CD+DVD      | UPCH-80529  | 通常盤Type C |
| 1           | 2020年1月22日 | 我对你一无所知 (女子偶像俱乐部) | 第7位               | Never ending time（青年时期高中3年C班） 如果你喜欢是的！是的！是的！（大地之声） | CD+DVD      | UPCH-80530  | 通常盤Type D |
| 1           | 2020年1月22日 | 我对你一无所知 (女子偶像俱乐部) | 第7位               | Never ending time（青年时期高中3年C班）                                          | CD          | PDCN-5030   | WEB盤        |

## 媒體演出

### 電視節目
- 青年时期高中3年C班（2018年4月2日－，东京电视台）

### 舞台劇
- 青年时期高中3年C班 文化祭（日语：青年时期高中3年C班 文化祭） ( 2018年8月26日，东京富士大学 ) [6]
- 青年时期高中3年C班 冬季现场（日语：青年时期高中3年C班 冬季现场） ( 2018年12月26日，中野太陽廣場 ) [21]
- 青年时期高中3年C班 剧院表演（日语：青年时期高中3年C班 剧院表演）（2019年2月28日 ‐ 2019年5月26日，新宿阿尔塔 KeyStudio）[22]
- 青年时期高中3年C班 春季现场 - 2019 毕业典礼 -（日语：青年时期高中3年C班 春季现场 - 2019 毕业典礼 -） ( 2019年3月29日，东京电视台 第一工作室 )
- 青年时期高中3年C班 工作室表演（日语：青年时期高中3年C班 工作室表演）（2019年5月29日－，东京电视台 第四工作室）[23]
- 青年时期高中3年C班 首次亮相现场直播（日语：青年时期高中3年C班 首次亮相现场直播） ( 2019年8月28日，豊洲PIT ) [7]
- 青年时期高中3年C班 公开现场直播和吸引会面（日语：青年时期高中3年C班 公开现场直播和吸引会面）（2020年1月22日，金星要塞）[10]

### 時裝表演
- TGC teen 2019 Summer（2019年7月29日，新木場STUDIO COAST）[8]

### 現場表演
大地之声
- ALL I NEED IS YOU（2019年10月11日，高圓寺Club ROOTS!）[24]
- 从近松很高兴认识你 这是大矢梨香！vol.5（2019年11月27日，下北澤近松）[25]
- 主要出道單曲發行慶典 迷你直播和吸引会面（2019年12月8日 ‐ 2020年1月26日，南關東每个活动场地）[26]
- 由the Radio-Casettes計划 ｢时候听广播了｣ （2020年1月12日，吉祥寺Warp）[27]

### 活动
卡隆纳尔
- 小姐iD 半决赛室 第一晚（2019年8月26日，LOFT9 Shibuya）[28]
- 小姐iD 2020 節日 －畢業典禮－（2019年11月23日，讲谈社）
- 小姐iD 2020 閉幕晚會（2019年12月10日，东京CULTURE CULTURE）[29]
- 小姐iD 咖啡厅（2020年2月16日，蔬菜俱乐部 声羽咖啡厅）[30]

大地之声
- 纪念发行首张主要单曲 新年晚会和吸引会面（2020年1月5日，池袋丸井）[26]

## 書籍
- 週刊Playboy（2019年8月26日问题，集英社）[13]

## 獎項
卡隆纳尔
- 小姐iD 2020 东京黑洞奖（2019年11月23日，讲谈社）[9][31]

## 外部連結
- （日語）青年时期高中三年级生C官方個人資料頁 （页面存档备份，存于） - TWIN PLANET ENTERTAINMENT
- （日語）小沼綺音的X（前Twitter）
- （日語）小沼綺音的TwitCasting帳戶 （页面存档备份，存于）
- （日語）小沼綺音的SHOWROOM專頁
- （日語）小沼綺音的Instagram帳戶
- （日語）小沼綺音 （页面存档备份，存于） - LINE LIVE （页面存档备份，存于）
- （日語）小沼綺音 （页面存档备份，存于） - LINE BLOG （页面存档备份，存于）
- （日語）卡隆纳尔（カロナール） （页面存档备份，存于） - CHEERZ （页面存档备份，存于）